# Voo Cruzeiro do Sul 114
Sequestro do voo 114 foi um sequestro aéreo realizado por integrantes da organização guerrilheira VAR-Palmares, que participou da luta armada contra a ditadura militar no Brasil, em 1 de janeiro de 1970. Iniciado em Montevidéu, Uruguai, por seis integrantes da organização que tomaram de assalto o Caravelle da Cruzeiro do Sul que fazia o voo 114 com destino ao Rio de Janeiro e encerrado apenas dois dias depois em Havana, foi o mais longo sequestro de avião ocorrido durante o regime militar no país.

## O sequestro
O sequestro foi planejado pelo coordenador da VAR-Palmares no Rio Grande do Sul, Cláudio Galeno Linhares, para obrigar o governo militar a anunciar o paradeiro de dois militantes da organização, Fausto Machado Freire e Marco Antonio Meyer, presos secretamente no Rio de Janeiro por envolvimento em assaltos e desde então sem mais notícias por parte de seus captores. Além de obrigar o governo a se pronunciar, fato que salvaria as vidas dos companheiros pela responsabilidade que o governo passaria a ter de público sobre a vida deles, a ação também visava proteger Marília Guimarães Freire, a esposa de Fausto, e seus dois filhos pequenos. Marília, também militante na guerrilha, aos 24 anos era dona de uma escola no bairro de Coelho Neto, subúrbio do Rio, e usava os mimeógrafos de sua escola para imprimir panfletos para a VAR-Palmares; com a prisão de seu marido, ela também passava a correr riscos, já na clandestinidade e procurada, e a decisão da organização foi tirá-la do Brasil e enviá-la para Cuba com os filhos. Marília, que já estava escondida em Minas Gerais, viajou de ônibus para Porto Alegre com os meninos e lá encontrou-se com o grupo formado por Galeno, Athos Magno Costa e Silva, Nestor Herédia, a guerrilheira alemã da VAR Isolde Sommer e James Allen da Luz, militante exilado há quatro anos no Uruguai e integrante da Ala Vermelha, a mais radical da organização, conhecedor do país e que comandaria o sequestro.
Às 19:32 de 1 de janeiro de 1970, o grupo embarcou no Caravelle prefixo PP-PDZ da Cruzeiro do Sul em direção ao Rio com escalas em Porto Alegre e São Paulo. Pouco depois da decolagem, James Allen levantou-se na frente do avião de pistola em punho, correu até a cabine dos pilotos e anunciou o sequestro. O avião foi primeiro desviado para Buenos Aires, onde dois passageiros idosos tiveram permisão para desembarcar, deixando a filha a bordo. Depois do reabastecimento, com o sequestro ja anunciado por todos os meios de comunicação do Brasil e do mundo, e com a exigência de reconhecimento do governo brasileiro sobre o destino dos dois guerrilheiros presos entregue às autoridades argentinas, voaram para Antofagasta, no Chile, para novo reabastecimento e de lá para Lima, no Peru. Na capital do Peru, o avião teve que ficar retido por mais de um dia, com todos a bordo por causa de um defeito na bateria do aparelho. Neste ínterim, James Allen deu uma entrevista pela janela do avião, cercado por jornalistas e soldados com metralhadoras, falando das exigências e avisando que o grupo estava armado com pistolas, punhais e granadas de mão, o que era mentira, só havia revólveres, segundo Galeno contou anos depois. Como ele mesmo previu, o sequestro obrigou o governo militar a reconhecer que estava de posse, presos, de Meyer e Freire. Dentro do avião, um passageiro, Flávio Macedo Soares, secretário do Itamaraty que tentava destruir papéis confidenciais de uma mala diplomática jogando-os no vaso sanitário, foi rendido, os documentos confiscados e entregues ao governo cubano, que mais tarde os devolveria ao Brasil.

A guerrilheira da VAR-Palmares Isolde Sommer na cabine do avião sequestrado durante escala em Lima, Peru.

O avião ficou retido 27 horas em Lima, graças ao problema na bateria que causou uma pane elétrica no motor direito e depois que o presidente do Peru, general Velasco Alvarado, ordenou às forças de segurança peruanas que negociassem uma rendição até a exaustão dos sequestradores. Com o sequestro nas manchetes mundiais, o avião foi cercado de policiais, jornalistas, fotógrafos e uma multidão de curiosos, e fotos dos guerrilheiros na janela da cabine eram transmitidas por telex para todo mundo. Asilo político para Marília e as crianças em troca dos reféns foi oferecido e recusado. Com a troca da bateria por uma nova vinda do Chile, o fracasso nas negociações e os sequestradores ameaçando matar os reféns, na madrugada de 3 de janeiro o governo peruano autorizou a decolagem do avião, que voou para o Panamá.
Na chegada à Cidade do Panamá, na manhã do dia 3, sob forte domínio de Washington D.C. na época e recheado de militares americanos que controlavam a região do Canal do Panamá, o ambiente foi hostil tanto a tripulantes quanto a sequestradores. Marines foram observados escondidos atrás de árvores do aeroporto mirando a cabine do avião com fuzis com mira telescópica. Descendo para comprar combustível que os levaria a Cuba, o segundo oficial Hélio Borges foi interceptado por oficiais brasileiros no país, que exigiram que ele voltasse ao avião com uma arma em punho fornecida por eles e atirando, seguido pelos militares, o que foi recusado pelo tripulante, temendo por sua vida e a dos passageiros. Ofertas de enviar comida envenenada ao avião ou colocar gás lacrimogênio na tubulação de ar também foram recusadas, mesmo sob ameaças. As recusas lhe causaram diversos problemas quando voltou ao Brasil, onde chegou a ser acusado de cúmplice da guerrilha e perdeu o emprego. Cinco horas depois, o avião decolou para o destino final, Havana.
Duas horas e quinze minutos depois, com uma luz vermelha piscando sem parar na cabine indicando falta de lubrificação nas turbinas, o Caravelle pousou no Aeroporto Internacional José Martí e guerrilheiros, passageiros e tripulantes foram recebidos por militares cubanos. Havia terminado o sequestro iniciado 47 horas antes em Montevidéu.

## Fatos posteriores
A recepção cubana aos tripulantes do voo 114 foi a mais fria possível, chegando a ser interrogados sobre suas posições políticas, fotografados e obrigados a tirar impressões digitais no hotel onde foram hospedados. Acusados de pousarem no país sem autorização, foram avisados que a aeronave não poderia regressar ao Brasil sem o pagamento de taxas aeroportuárias, num montante de alguma dezenas de milhares de dólares. Como o Brasil não tinha relações diplomáticas com Cuba, o governo brasileiro teve que solicitar ao governo da Suíça que interviesse providenciando o pagamento, para que tripulantes e passageiros pudessem retornar. O pouso de retorno ao Rio só se deu no dia 7 de janeiro, depois de escalas em Porto Rico, onde foram interrogados por agentes do FBI, Manaus e Brasília. Na chegada, todos, tripulantes e passageiros foram interrogados no Galeão e proibidos de dar declarações sobre os fatos ocorridos a bordo.
O segundo oficial Hélio Borges sofreu diversos problemas após seu regresso, perdendo o emprego. O comissário de bordo José Omar da Silveira Morais, que também tinha descido do avião no Panamá e foi ameaçado pelos oficiais e diplomatas brasileiros por se recusar a participar de um plano de invasão da aeronave, foi demitido da aviação civil em 1972, sem conseguir mais qualquer emprego nesta área profissional, contraiu  oligofrenia e em 2012 ainda lutava na Justiça por uma indenização, vivendo de favor na casa da irmã em Barbacena, Minas Gerais. Em agosto de 2016, teve sua condição de perseguido político reconhecida pelo governo e recebeu um retroativo de R$400 mil e mais uma pensão mensal de R$3,2 mil reais.
Cláudio Galeno, mentor do sequestro e primeiro marido da ex-presidente Dilma Roussef, de quem já estava separado há dois anos na época, ficou alguns meses em Cuba e depois foi para o Chile, onde conheceu e casou novamente com a nicaraguense Mayra, também uma guerrilheira sandinista, desterrada para Santiago pela ditadura de Anastasio Somoza. Lá tiveram uma filha, mas precisaram deixar o país em 1973 por causa do golpe de estado do general Pinochet. Galeno viveu na Bélgica, Itália e França e  voltou ao Brasil em 1979 com a Anistia, onde trabalhou alguns anos como assessor de Leonel Brizola quando ele foi eleito governador do Rio de Janeiro. Hoje vive em Manágua com a mulher e duas filhas.
Marília Guimarães viveu em Cuba com os filhos por dez anos, onde estudou medicina, até a Anistia; quando voltou ao Brasil, escreveu o livro Nesta terra, neste instante contando suas aventuras, trabalhou na área de Cultura e nos anos 2000 pleiteou uma indenização à Comissão de Anistia, recusada por falta de documentos comprobatórios. Casou-se novamente e acabou enriquecendo como empresária do ramo de informática, tendo como  um de seus maiores clientes as Forças Armadas, com casa na Barra da Tijuca – onde mantém até hoje fotos de Fidel Castro e Che Guevara – e outra em Miami, EUA.
Isolde Sommer, que chamou a atenção da tripulação e da imprensa internacional pela beleza, casou-se com outro guerrilheiro, Reinaldo José de Melo, viveu em Moçambique antes de retornar do exílio e recebeu indenização da Comissão da Anistia, junto com Athos Magno e Nestor Herédia.
Fausto Machado Freire – um ex-assessor do ministro Jarbas Passarinho antes de entrar na clandestinidade  – e Marco Antonio Meyer, os dois guerrilheiros presos que tiveram a vida garantida pelo sequestro, foram banidos do país com mais 38 guerrilheiros em junho de 1970, em troca da libertação do embaixador da Alemanha,  Ehrenfried von Holleben.
James Allen da Luz, da linha de frente da VAR-Palmares, voltou ao Brasil depois de treinamento de guerrilha em Cuba e se envolveu em outras operações armadas, sendo o único sobrevivente da Chacina de Quintino, ocorrida no Rio de Janeiro em março de 1972, onde um grupo de guerrilheiros da VAR-Palmares foi executado pelas forças de segurança do regime. Desapareceu em Porto Alegre, provavelmente em março de 1973 e hoje é dado como desaparecido político.